# Circondario di San Severo
Il circondario di San Severo era uno dei tre circondari in cui era suddivisa la provincia di Foggia, esistito dal 1861 al 1926.

## Storia
Con l'Unità d'Italia (1861) la suddivisione in province e circondari stabilita dal Decreto Rattazzi fu estesa all'intera Penisola.
Il circondario di San Severo venne soppresso nel 1926 e il territorio assegnato al circondario di Foggia.

## Suddivisione
Nel 1863, la composizione del circondario era la seguente:
1. Mandamento I di Apricena
  - Apricena, Lesina, Poggio Imperiale
2. Mandamento II di Cagnano Varano
  - Cagnano Varano, Carpino
3. Mandamento III di Castelnuovo
  - Casalnuovo Monterotaro, Casalvecchio di Puglia, Castelnuovo, Pietramontecorvino
4. Mandamento IV di Celenza Valfortore
  - Carlantino, Celenza Valfortore, San Marco la Catola
5. Mandamento V di Rodi
  - Ischitella, Rodi
6. Mandamento VI di San Giovanni Rotondo
  - San Giovanni Rotondo
7. Mandamento VII di San Marco in Lamis
  - Rignano Garganico, San Marco in Lamis
8. Mandamento VIII di San Nicandro Garganico
  - San Nicandro Garganico
9. Mandamento IX di San Severo
  - San Severo
10. Mandamento X di Serracapriola
  - Chieuti, Serracapriola
11. Mandamento XI di Torre Maggiore
  - San Paolo di Civitate, Torremaggiore
12. Mandamento XII di Vico del Gargano
  - Peschici, Vico del Gargano